# سميح ساويرس
سميح أنسي ساويرس (1957-)، أحد أبرز رجال الأعمال المصريين، رئيس شركة أوراسكوم للفنادق والتنمية. نجل أنسي ساويرس رئيس ومؤسس مجموعة أوراسكوم وهو الابن الأوسط للعائلة المتعددة النشاطات والتي تضم نجيب ساويرس الابن الأكبر وناصيف ساويرس الابن الأصغروسميح حاصل على دبلوم هندسة ميكانيكية من جامعة برلين التقنية. قام بتشييد منتجعي الجونة ومرتفعات طابا على البحر الأحمر. يلقبه البعض بامبراطور السياحة رئيس نادي الجونة بالاضافه إلى حصه في نادي لوزيرن السويسري  قدرت مجلة فوربس سنة 2007 ثروته ب1.5 مليار دولار. في 2005، بدأ أول توسعاته الخارجية، حيث أقام عدد من المشاريع السياحية في الإمارات العربية والمغرب.

## وصلات خارجية
- سميح ساويرس على موقع مونزينجر (الألمانية)